# Ленат, Дуглас
Дуглас Ленат (англ. Douglas B. Lenat; 13 сентября 1950, Филадельфия, США — 31 августа 2023) — CEO Cycorp, Inc., Остин, Техас. Выдающийся исследователь искусственного интеллекта, особенно машинного обучения (разрабатывал программы Automated Mathematician и Эвриско), представление знаний, «системы чёрной доски», и «конструирование онтологий» (программа Cyc).
Также он работал в военных проектах. Ленат также является членом AAAI.
В проекте Cyc Ленат пытался построить основу искусственного интеллекта вручную записывая знания формальным языком, CycL, которая базируется на исчислении предикатов первого порядка.

## Биография
Ленат получил степень бакалавра по математике и физике в Пенсильванском университете, а степень магистра по прикладной математике в 1972 году. Степень доктора философии получил Стэнфордского университета в 1976 году (тезисы докторской опубликованы в «Knowledge-based systems in artificial intelligence», вместе с тезисами докторской Рэндела Дэвиса, McGraw-Hill, 1982). Его руководителем был профессор Эдвард Альберт Фейгенбаум.
В 1976 году Ленат начал преподавание в университете Карнеги-Меллон, и начал работу над Эвриско, но в 1978 году вернулся в Стэнфорд для преподавания. Его работа над Эвриско в 1982 году привлекла внимание DARPA и компании MCC из города Остин (Техас). В 1984 году он оставил Стэнфорд, чтобы начать работу над Cyc, работа над которым перенеслась с MCC в Cycorp в 1994 году. В 1986 году он оценил усилия по завершению Cyc в 250,000 правил и 350 человеко-лет.
Сейчас продолжает работать с Сус в Cycorp.

## Цитаты
- «Придет время, когда сильно расширенный Сус заменит все программы. Но достижение этой цели может запросто занять следующие два десятилетия.»[9]

- «Как только мы будем иметь достаточно массивный набор информации объединённый как знания, тогда человеко-программная система будет сверхчеловеком, в том же смысле, в котором человечество с письменностью являются сверхлюдьми в сравнении с человечеством без письменности.»

## Публикации
- Davis, Randall, and Douglas B. Lenat." Knowledge-Based Systems in Artificial Intelligence". New York: McGraw-Hill International Book Co, 1982. ISBN 978-0070155572
- Hayes-Roth, Frederick, D. A. Waterman, and Douglas B. Lenat. «Building Expert Systems». Reading, Mass: Addison-Wesley Pub. Co, 1983. ISBN 978-0201106862